# Lijst van personen uit Las Vegas (Nevada)
Dit is een chronologische lijst van personen uit Las Vegas, Nevada. Het gaat om personen die er zijn geboren.

## Geboren in Las Vegas

### 1900–1969
- Abby Dalton (1932-2020), actrice

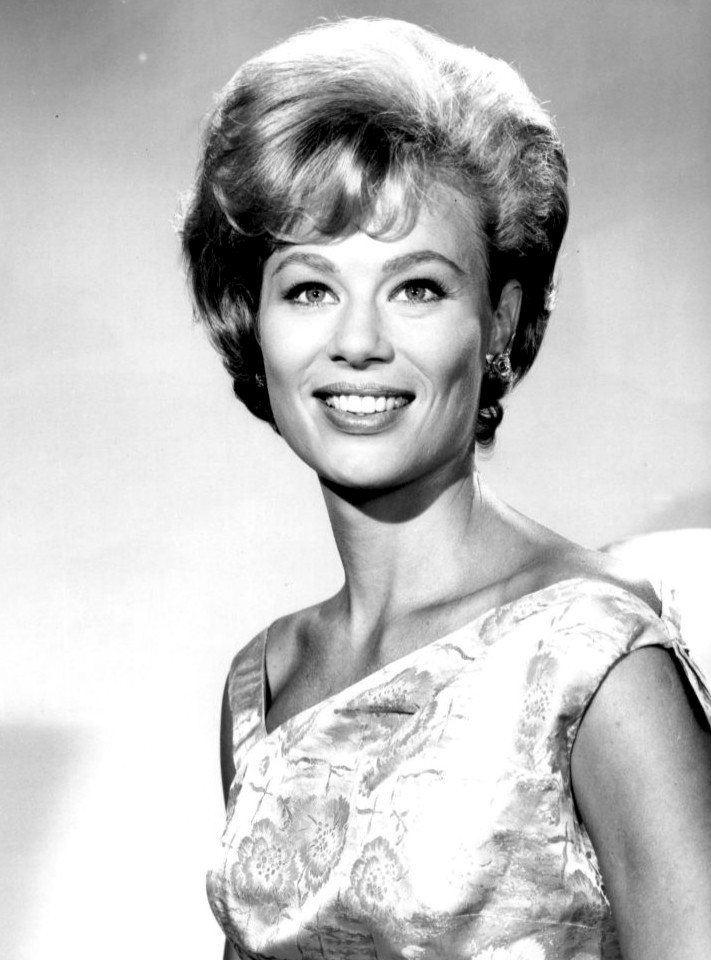
Actrice Abby Dalton (1932)

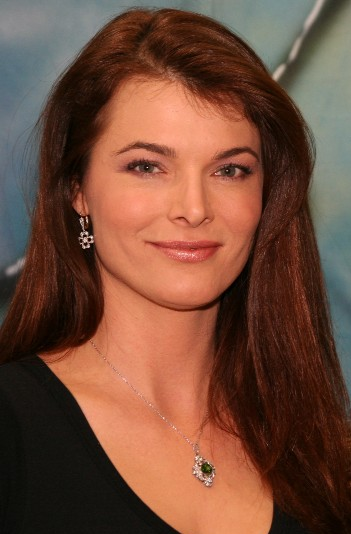
Fotomodel Stephanie Romanov (1969)

- Lily Mariye (1956), actrice, filmregisseuse, filmproducente en scenarioschrijfster
- Rico Constantino (1961), worstelaar en worstelmanager van Italiaans afkomst
- Charles Wright (1961), worstelaar
- Lycia Naff (1962), actrice, danseres en journaliste
- Catherine Cortez Masto (1964), politica en advocate
- Loren Dean (1969), acteur
- Stephanie Romanov (1969), fotomodel en actrice

### 1970–1979
- Andre Agassi (1970), tennisser
- Charles Bock (1970), auteur

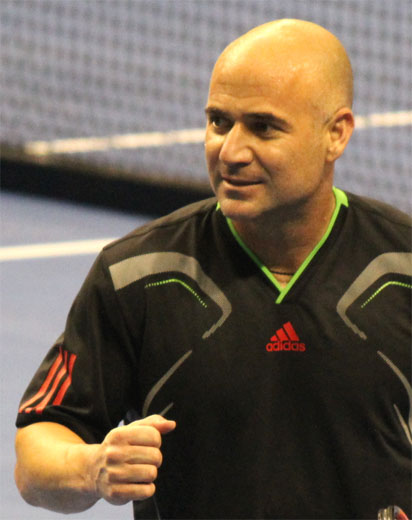
Tennisser Andre Agassi (1970)

- Charisma Carpenter (1970), actrice
- Jenna Jameson (1974), pornoster
- Frank Klepacki (1974), componist van muziek in computerspellen
- Davia Ardell (1975), pornoster
- Alex Candelario (1975), wielrenner
- Jenny Lewis (1976), zangeres
- Kurt Busch (1978), autocoureur
- Cerina Vincent (1979), film- en televisieactrice van Italiaanse afkomst
- Rutina Wesley (1979), actrice

### 1980–1989

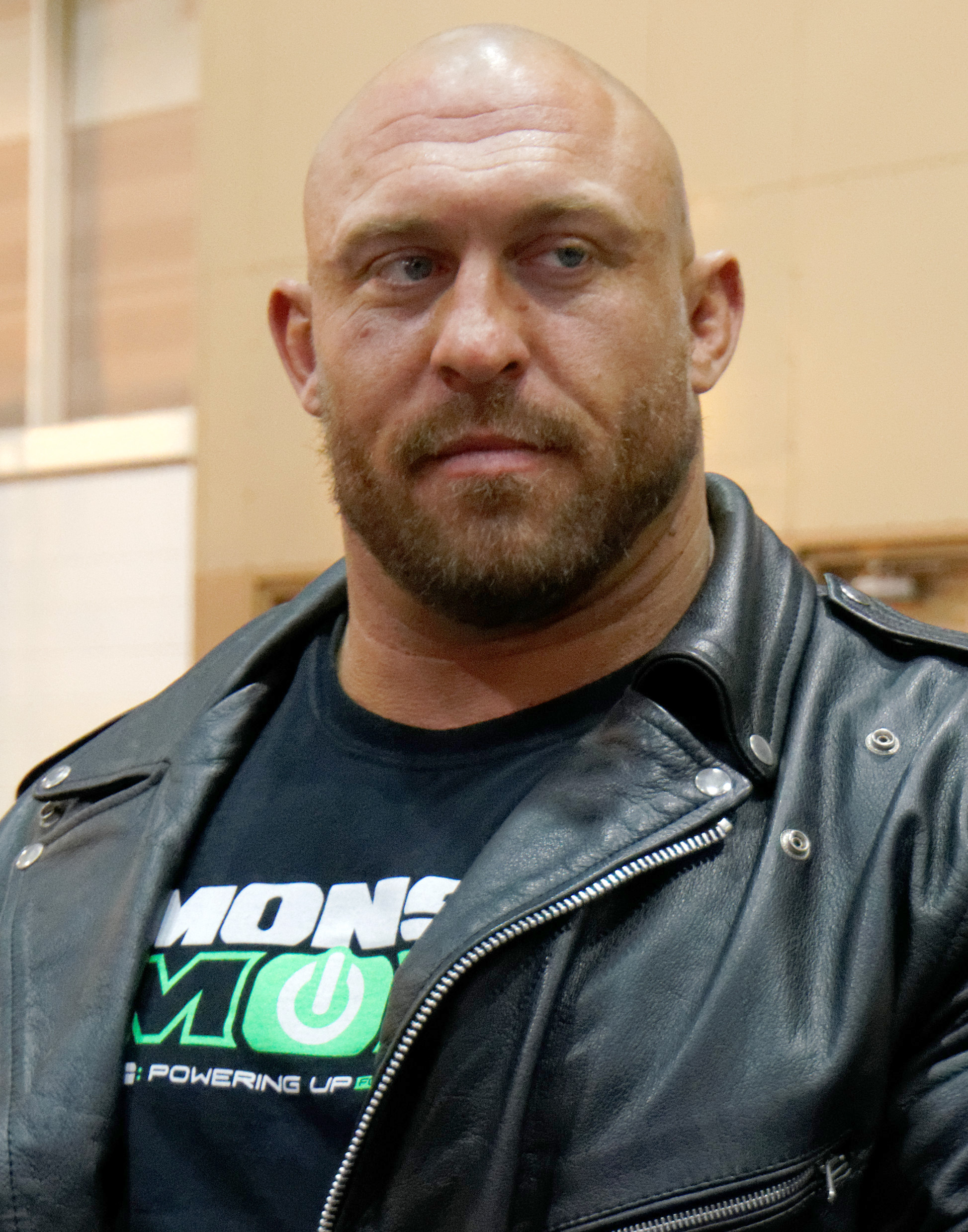
Worstelaar Ryan Reeves (1981)

- Cindy Crawford (1980), pornoactrice
- Matthew Gray Gubler (1980), acteur
- Thomas Ian Nicholas (1980), acteur en zanger
- Brandon Flowers (1981), muzikant (The Killers)
- Ryan Reeves (1981), professioneel worstelaar ("Ryback")
- Klete Keller (1982), zwemmer
- Rodney Martin (1982), sprinter
- Ronnie Radke (1983), zanger en componist
- Kyle Busch (1985), autocoureur
- Ryan Ross (1986), zanger, gitarist (The Young Veins)
- Thomas Dekker (1987), acteur
- Brendon Urie (1987), zanger (Panic! at the Disco)
- Joey Lindsey (1988), langebaanschaatser

### 1990–1999
- Daveigh Chase (1990), actrice

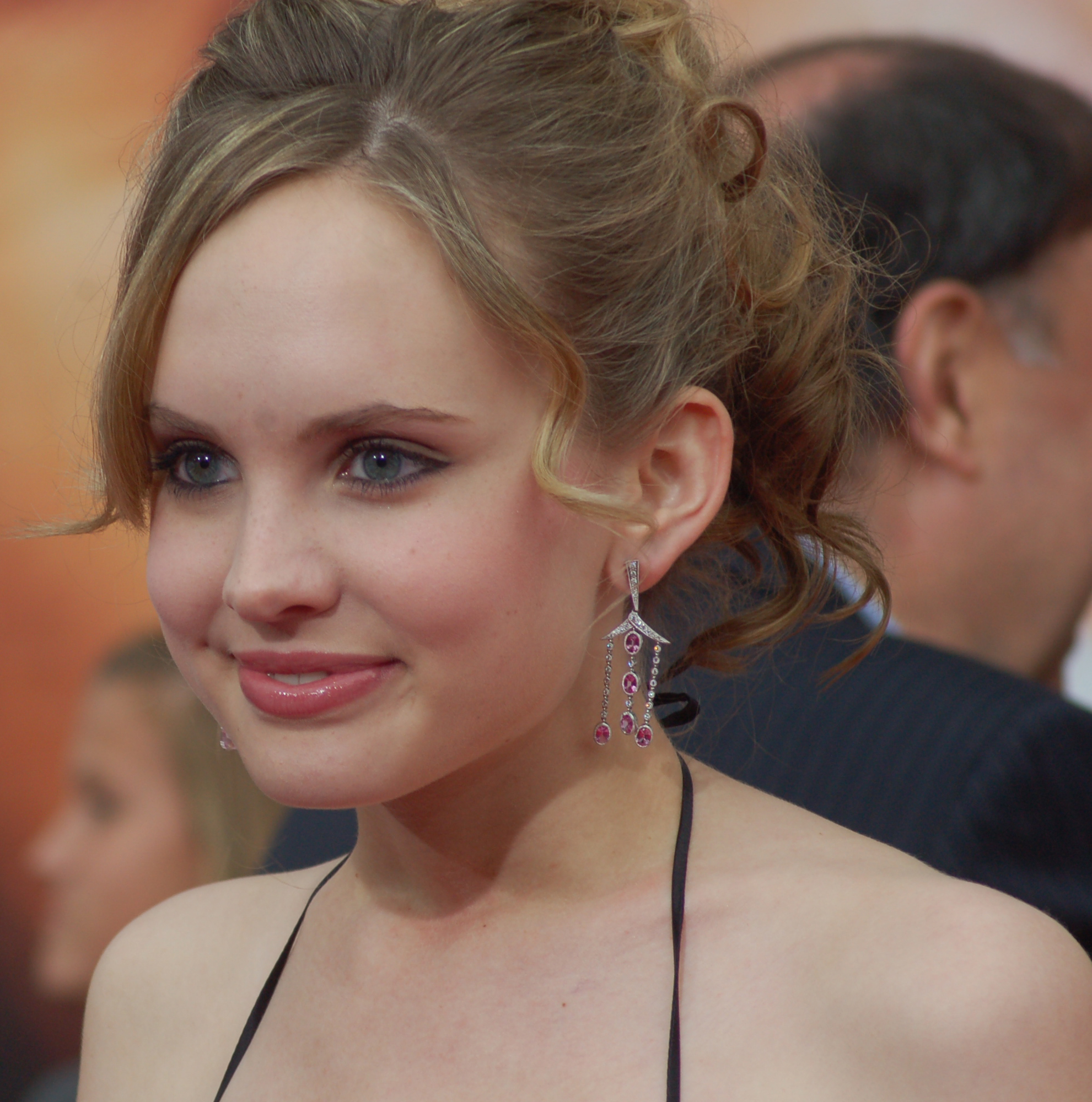
Actrice Meaghan Jette Martin (1992)

- Adam Hicks (1992), acteur, rapper, zanger en songwriter
- Meaghan Jette Martin (1992), actrice en zangeres
- Charlie Stewart (1993), acteur
- Michael Cimino (1999), acteur en zanger
- Joey King (1999), actrice

### Vanaf 2000
- Katie Grimes (2006), zwemster